# GLP-1
GLP-1とは、グルカゴン様ペプチド-1 (Glucagon-like peptide-1) の略。消化管ホルモンの一種で、消化管に入った炭水化物を認識して消化管粘膜上皮から分泌される。分泌されたGLP-1は膵臓のランゲルハンス島β細胞に作用して、インスリン分泌を介した血糖降下作用を示す。
中枢神経では、レプチン受容体を発現する延髄孤束核ニューロンにおいてGLP-1の産生が知られており、このニューロンが脳内における唯一のGLP-1産生ニューロンといわれている。さらにニューロンだけでなく、脳内免疫細胞であるミクログリアにおいてもGLP-1が産生されることから、脳内免疫に関与することが示唆されている。

## 発見
GLP-1は、1983年にGraeme Bellによって同定された。1971年にJohn C. BrownやJill Dryburghによって同定されたGIP(glucose-dependent insulinotropic polypeptide)とともにインクレチンと呼ばれるが、これは1987年にジョエル・ハベナーやJens Juul Holstらが、GLP-1もインクレチンであることをつきとめたことによる。
GLP-1は、膵臓からのインスリン分泌を促進するものなので、糖代謝に密接に関連する。分解酵素であるDPP-4(dipeptidyl peptidase-4)により速やかに不活化されるため、糖尿病治療としてDPP-4の阻害薬とGLP-1受容体作動薬が、世界中で用いられている。

## 産生・代謝
腸管L細胞や脳などの産生細胞において、preproglucagonからGLP-1 (1-37)として切り出される。N-末端側のアミノ酸が切断され、GLP-1 (7-37)およびGLP-1 (7-36) amideとなり、これらが強い生理活性をもつ。これらの活性には、N-末端のヒスチジンが重要であり、DPP-4によってN-末端側の2つのアミノ酸が切断されたGLP-1 (9-36) amideは、アゴニスト活性を失って、むしろアンタゴニストとして働く。このDPP-4による代謝半減期は極めて短時間であるため、糖尿病治療薬として使用されるGLP-1受容体アゴニストはDPP-4により分解されにくいアミノ酸配列を持つ。

## 作用
インスリン分泌促進作用のグルコース依存性・・・Meloniらの総説によくまとめられている　doi: 10.1111/j.1463-1326.2012.01663.x。
　
GLP-1受容体アゴニストは、インスリン製剤などのような従来の糖尿病治療薬と比べて低血糖の副作用が現れにくい。この特性は、GLP-1によるインスリン分泌活性がグルコース濃度に依存して生じることに起因している。ラットのインスリノーマ細胞株を用いた初期のin vitro研究において、グルコース非存在下でのGLP-1 (10 nM)または10 mMグルコース単独処理で生じるインスリン分泌は、1.5～2.5倍程度であった。しかし、10mMのグルコース存在下で、GLP-1（10nM）を処理すると、ベースラインより約6倍のインスリン分泌が認められた。同様に、ラット膵臓において、基礎グルコース濃度（2.8 mmol/l）と比べて高いグルコース濃度（5 mmol/l）の際に、GLP-1は強力なインスリン分泌促進作用を示した。健康なヒトにおいても、空腹時のGLP-1投与は低血糖を起こさなかった。
　このグルコース依存的な作用には、ATP感受性カリウムイオンチャネル (K+ATP)の閉鎖機構が関与している。K+ATPは、細胞内のATP/ADP比が上昇すると（細胞ATPが増加すると）閉鎖し、細胞を脱分極させる性質を持っている。膵臓β細胞において、K+ATPの閉鎖による脱分極は、インスリンの分泌をもたらすため、K+ATPを閉鎖させるスルホニル尿素薬は糖尿病治療薬として使用されている。GLP-1は細胞内cAMPを増加させ、それによって活性化したPKAがK+ATPの閉鎖を促進する。しかし、ADPの割合が高い低グルコースの条件下では、ADPがPKAのK+ATPに対する影響を減弱させるため、GLP-1が作用しないと考えられている。

### 末梢作用

#### 中性脂肪吸収阻害[8]
GLP-1は、カイロミクロンの構成成分であるApoB48蛋白の腸管における生成を抑制する。カイロミクロンは、食物に由来する脂質を肝臓や末梢組織に運搬する役割を持つ。結果として、GLP-1によって中性脂肪の吸収は阻害される。

#### ナトリウム排泄を促進[9]
GLP-1は心臓に作用して、心房性ナトリウム利尿ペプチドを分泌させる。心房性ナトリウム利尿ペプチドは　腎臓に作用してナトリウムイオンの排泄を促進させるため、血圧が下降する。